# Alex Ménal
Alex Ménal (né le 9 août 1972 à Pointe-à-Pitre) est un athlète français, spécialiste des épreuves de sprint.

## Biographie
Il est sacré champion de France en salle du 60 mètres en 1998 à Bordeaux.
Il est éliminé dès les séries lors des championnats du monde d'athlétisme en salle 1997. Il est médaillé d'argent du relais 4 × 100 mètres lors des Jeux méditerranéens de 2001.